# Amtsgericht Eisenhüttenstadt

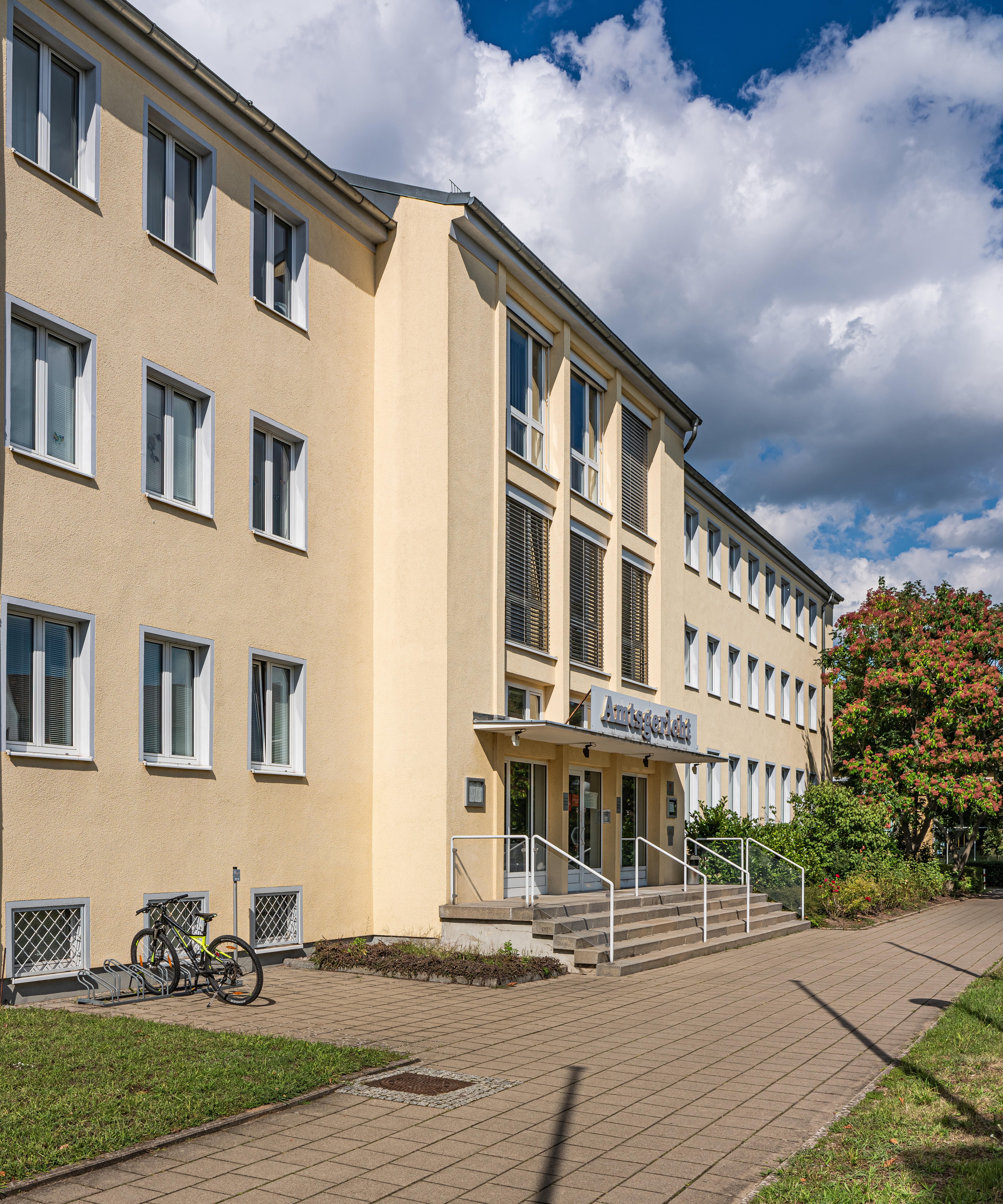
Gerichtsgebäude

Das Amtsgericht Eisenhüttenstadt war ein Gericht der ordentlichen Gerichtsbarkeit und eines von sieben Amtsgerichten (AG) im Bezirk des Landgerichts Frankfurt (Oder). Mit Ablauf des 31. Dezember 2022 wurde das Gericht aufgelöst und ist nun eine Zweigstelle des Amtsgerichts Frankfurt (Oder).

## Gerichtssitz und -bezirk
Das Gericht hatte seinen Sitz in Eisenhüttenstadt im Landkreis Oder-Spree.
Der 639 km² große Gerichtsbezirk umfasste die Städte und Gemeinden Brieskow-Finkenheerd, Eisenhüttenstadt, Groß Lindow, Grunow-Dammendorf, Lawitz, Mixdorf, Müllrose, Neißemünde, Neuzelle, Ragow-Merz, Schlaubetal, Siehdichum, Vogelsang, Wiesenau und Ziltendorf mit rund 50.000 Einwohnern.

## Geschichte
Bis 1952 bestand das Amtsgericht Fürstenberg (Oder). In der DDR wurden 1952 die Amtsgerichte und damit auch das Amtsgericht Fürstenberg aufgehoben und Kreisgerichte, darunter das Kreisgericht Fürstenberg für den Kreis Fürstenberg gebildet. Dieser wurde 1961 in Kreis Eisenhüttenstadt-Land umbenannt. Damit wurde auch das Kreisgericht nach Eisenhüttenstadt verlegt. Nach der Wiedervereinigung wurde 1993 die Gerichtsorganisation in Amtsgerichte wieder hergestellt. Damit wurde 1993 aus dem Kreisgericht Eisenhüttenstadt das Amtsgericht Eisenhüttenstadt, das zum Ende des Jahres 2022 aufgelöst wurde.

## Gebäude
Das Gericht war im Gebäude Diehloer Straße 62 untergebracht. Das Grundbuchamt befand sich in der Nebenstelle Karl-Marx-Straße 35c.

## Übergeordnete Gerichte
Dem AG Eisenhüttenstadt war das Landgericht Frankfurt (Oder) übergeordnet. Zuständiges Oberlandesgericht war das Brandenburgische Oberlandesgericht in Brandenburg an der Havel.